# Les Baisers
Pour l’article homonyme, voir Les Baisers (Debussy).
Pour plus de détails, voir Fiche technique et Distribution.
Les Baisers est un film à sketches franco-italien réalisé par Bernard Toublanc-Michel, Bertrand Tavernier, Jean-François Hauduroy, Claude Berri et Charles Bitsch, et sorti en 1964.

## Résumé
Comédie à sketches tournant autour du baiser.

## Contexte
Le film est coupé d'un sketche sous la pression de la censure catholique au Québec.

## Fiche technique
- Titre : Les Baisers
- Sociétés de production : Flora-Films, Lux Compagnie Cinématographique de France, Rome Paris Films
- Pays de production :  France /  Italie
- Format : noir et blanc
- Genre : film à sketches, comédie romantique
- Durée : 97 minutes
- Dates de sortie :
  - Italie : 14 mai 1964
  - France : 25 août 1965

## Premier segment:Baiser d'été
- Réalisation et scénario : Bernard Toublanc-Michel
- Photographie : Raoul Coutard
- Musique : Ward Swingle

### Distribution
- Marie-France Boyer : Diana
- Catherine Sola : Sophia
- Charles Sebrien : Éric
- Éric Schlumberger : Le mari de Diane

### Tournage
Cette partie du film a été tournée :
- dans le département de la Loire-Atlantique (Le Croisic, La Baule-Escoublac)

## Deuxième segment:Baiser de Judas
- Réalisation : Bertrand Tavernier
- Scénario : Claude Nahon, Roger Tailleur
- Photographie : Raoul Coutard
- Musique : Eddie Vartan

### Distribution
- Letícia Román : Tiffany
- Judy Del Carril : Sylvie
- Bernard Rousselet : Robert
- William Sabatier : Inspecteur Beroy
- Guy Saval : l'inconnu

### Tournage
Cette partie du film a été tournée :
- à Paris (Paris 2e, Paris 8e, Paris 17e)

## Troisième segment:Baiser du soir
- Réalisation et scénario : Jean-François Hauduroy
- Photographie : Raoul Coutard
- Musique : Jacques Loussier

### Distribution
- Barbara Steele : Thelma
- Helen Banks : Élisabeth
- Diane Wilkinson : Denise
- Célina Cély : Françoise
- Antoine Roblot : Jacques
- Michel Bardinet : Pierre
- Robert Postec : Michel
- Robert Lombard : André

### Tournage
Cette partie du film a été tournée :
- à Paris (Paris 16e)

## Quatrième segment:Baiser de 16 ans
- Réalisation et scénario : Claude Berri
- Photographie : Raoul Coutard
- Musique : René Urtreger

### Distribution
- Loredana Nusciak : Gina
- Inge Hansson : la Danoise
- Paulette Frantz :
- Johnny Monteilhet : Daniel
- Jacky Zalberg : Claude
- Alain Roche : Bernard
- Maurice Chevit : le père

### Tournage
Cette partie du film a été tournée :
- à Paris (Paris 1er, Paris 6e, Paris 10e, Paris 16e, Paris 18e)

## Cinquième segment:Cher baiser
- Réalisation, scénario, adaptation et dialogue : Charles Bitsch
- Photographie : Raoul Coutard
- Musique : Paul Misraki

### Distribution
- Sophia Torkeli : Agata
- Jean-Pierre Moulin : Antoine

### Tournage
Cette partie du film a été tournée :
- à Paris (Paris 8e, Paris 10e)